# Узбекгалиев, Халел Жагпарович
Халел Жагпарович Узбекгалиев (каз. Халел Жағыпарұлы Өзбекғалиев; 27.12.1928, Гурьев — 26.04.2003, Алматы) — советский (казахстанский) геолог-нефтяник, лауреат Ленинской премии 1966 года.

## Биография
В 1947 году окончил геологический факультет Гурьевского нефтяного техникума. Работал помощником бурильщика, бурильщиком и мастером на буровых предприятиях Эмбы.
После окончания Московского института нефти и газа имени Губкина (1952) назначен главным инженером Макатской конторы глубокого бурения («Казахстаннефтеразведка»).
В 1959—1963 и 1965—1978 управляющий трестом «Мангышлакнефтегазразведка». В 1963—1965 начальник нефтеразведочной экспедиции. Первооткрыватель месторождений Узень, Жетыбай, Тенге, Каражамбас, Северные Бузачи, Каламкас. Руководил модернизацией буровых работ, что позволило ускорить темпы и увеличить объемы бурения на Мангышлаке (с 1959 по 1965 год — в 13 раз).
В 1978—1987 заместитель министра геологии КазССР. В 1987—1991 первый заместитель начальника главка «Казгеология».
Имя Узбекгалиева присвоено Мангистаускому политехническому колледжу.

## Награды
- Заслуженный геологоразведчик Казахской ССР
- Почетный разведчик недр СССР
- Почётная грамота Верховного Совета Казахской ССР
- 1966 — Ленинская премия (Указом Президиума Верховного Совета СССР от 21 апреля 1966 года)
- 1976 — Орден Трудового Красного Знамени (Указом Президиума Верховного Совета СССР от 10 марта 1976 года)
- 1980 — Орден Ленина (Указом Президиума Верховного Совета СССР от 13 мая 1980 года)
- 1999 — Орден Курмет за выдающиеся достижения в нефтяной промышленности Казахстана (Указом Президента Республики Казахстан от 1 сентября 1999 года) и др.